# Ich bin Du
Ich bin Du (Originaltitel: Vice Versa) ist eine US-amerikanische Filmkomödie von Brian Gilbert aus dem Jahr 1988. Dick Clement und Ian La Frenais schrieben das Drehbuch anhand des Romans Vice Versa: A Lesson to Fathers von F. Anstey (Pseudonym von Thomas Anstey Guthrie) aus dem Jahr 1882, der bereits mehrmals zuvor verfilmt wurde.

## Handlung
Marshall Seymour arbeitet als Vize-Chef der Einkaufsabteilung eines großen Kaufhauses in Chicago. Er ist soeben von einer Geschäftsreise aus Thailand zurückgekehrt. Als er seiner Geschäftsleitung ein Produktmuster vorstellen will, das er von seiner Reise mitgebracht hat, stellt er fest, dass die Fracht vertauscht wurde: Statt eines thailändischen Ingwergefäßes hält er eine antike tibetische Skulptur in der Form eines Schädels in der Hand. 
Es stellt sich heraus, dass die Antiquitätenschmuggler Tina und Turk den Schädel in die USA geschleust haben, um diesen teuer weiterzuverkaufen. Kurz darauf erhält Marshall einen Anruf von Tina, die einen Umtauschtermin mit ihm vereinbart.
Da Marshalls Ex-Frau Robyn in Urlaub fahren möchte, kümmert er sich während ihrer Abwesenheit um seinen elfjährigen Sohn Charlie. Charlie ist permanent von seinem Vater enttäuscht, der nie Zeit für ihn zu haben scheint. So kommt es, dass die beiden sich bald streiten. Als sie dabei gleichzeitig den Wunsch äußern, der jeweils andere zu sein und die Statue berühren, tauschen sie ihre Körper. Dabei wächst Charlie binnen weniger Sekunden in die Gestalt seines Vaters heran, während Marshall zu Charlie zusammenschrumpft. Ahnungslos darüber, wie sie den Tausch wieder rückgängig machen können, übernimmt Charlie im Körper seines Vaters dessen Bürojob, während Marshall sich wieder dem Schulalltag stellt, was auf beiden Seiten nicht ohne Turbulenzen vonstattengeht. Doch mit der Zeit lernen sie, die Probleme des jeweils anderen besser zu verstehen und wachsen als Vater und Sohn wieder zusammen.
Da Charlie im Körper seines Vaters nichts von dem vereinbarten Rücktausch mit Tina weiß, scheitert dieser und Tina nimmt an, dass Marshall die Statue selbst behalten will. Um sie wieder in ihre Gewalt zu bringen, entführen Turk und Tina Charlie, um Marshall zu erpressen. Daraufhin willigt dieser ein, die Statue gegen Charlie einzutauschen. Indessen versucht Charlie seinen Entführern vergeblich zu erklären, dass er und sein Vater nicht sie selbst sind. Nach erfolgter Übergabe, streiten sich Turk und Tina um die Statue, in dessen Folge auch ihre Körper vertauscht werden. Charlie und Marshall schaffen es, die Statue wieder an sich zu bringen und überlassen die beiden ihrem Schicksal. Am Ende tauschen Marshall und Charlie ihre Körper mit Hilfe der Statue wieder zurück.

## Kritik
Roger Ebert schrieb in der Chicago Sun-Times vom 11. März 1988, der Film gehöre zu den am meisten „liebenswerten“ Komödien des Jahres, was er den Darstellungen verdanke. Die Handlung sei vorhersehbar.
Das Lexikon des internationalen Films schrieb, der Film sei eine „mit einer kleinen Krimihandlung versehene sympathische Komödie“. Er thematisiere die „Zuneigung zwischen Vater und Sohn, die erst wachsen kann, als einer die Probleme des anderen ernst nimmt“.

## Auszeichnungen
Fred Savage gewann im Jahr 1990 den Saturn Award.

## Hintergrund
Der Film wurde in Chicago und in Oak Park (Illinois) gedreht. Er spielte in den Kinos der USA ca. 13,66 Millionen US-Dollar ein.